# ژیگولیوفسک
شهر ژیگولیوفسک (به روسی: Жигулёвск) در کشور روسیه و در اوبلاست سامارا واقع شده‌است.